# Castrol Honda Superbike 2000
Castrol Honda Superbike 2000 es un videojuego de carreras con licencia de motocicleta, desarrollado por Interactive Entertainment y publicado por Midas Interactive. El juego presenta la motocicleta de carreras Honda RVF750 RC45. El juego solo otorga la licencia del equipo Castrol Honda y los nombres de ambos pilotos, Aaron Slight y Colin Edwards de la temporada 2000 del Campeonato Mundial de Superbikes. Sin embargo, es posible editar los nombres de ambos corredores de 12 equipos.

## Jugabilidad
El jugador controla a un motociclista en carreras en varios circuitos internacionales. Los tipos de juego son "Entrenador" (sigue la bicicleta del entrenador para aprender la mejor línea), "Práctica" (solo en una pista), "Fin de semana" (contra el campo en una pista) y "Campeonato" (toda la temporada contra el campo entero). Cada carrera tiene tres partes: "Sesión de Práctica", "Clasificación" y "Carrera". El grado de "Realismo" se puede modificar (Dificultad: Novato o As; de 4 a 24 corredores; de 3 a 10 vueltas o "carrera completa" que son 100 km; Caballitos; Penalizaciones; Daños, etc.). En la configuración de la bicicleta se puede modificar la transmisión de la caja de cambios (automática o manual), la velocidad de transmisión final de las 6 marchas y los piñones de las marchas. El juego también presenta condiciones climáticas que cambian aleatoriamente ("Previsión del tiempo": seco, soleado, etc.).

## Recepción
El juego recibió una puntuación del 72.29% en GameRankings, según siete reseñas individuales. El juego fue revisado por la revista alemana "PC Games" y recibió una calificación del 66%. El crítico concluyó que el juego es más un título arcade que una simulación para jugadores profesionales.